# Schlacht bei Arras (1917)
Die Schlacht bei Arras (auf deutscher Seite als „Frühjahrsschlacht oder auch Osterschlacht bei Arras“ bezeichnet) war eine Schlacht an der Westfront des Ersten Weltkriegs, die vom 9. April bis zum 16. Mai 1917 geführt wurde. Dabei gelang es britischen und kanadischen Truppen, den deutschen Truppen einen strategischen Höhenzug bei Vimy abzunehmen, ohne einen entscheidenden militärischen Erfolg zu erringen. Letzterer Teil der Schlacht ging als Schlacht bei Vimy (englisch Battle of Vimy Ridge) in die kanadische Geschichte ein.

## Vorgeschichte

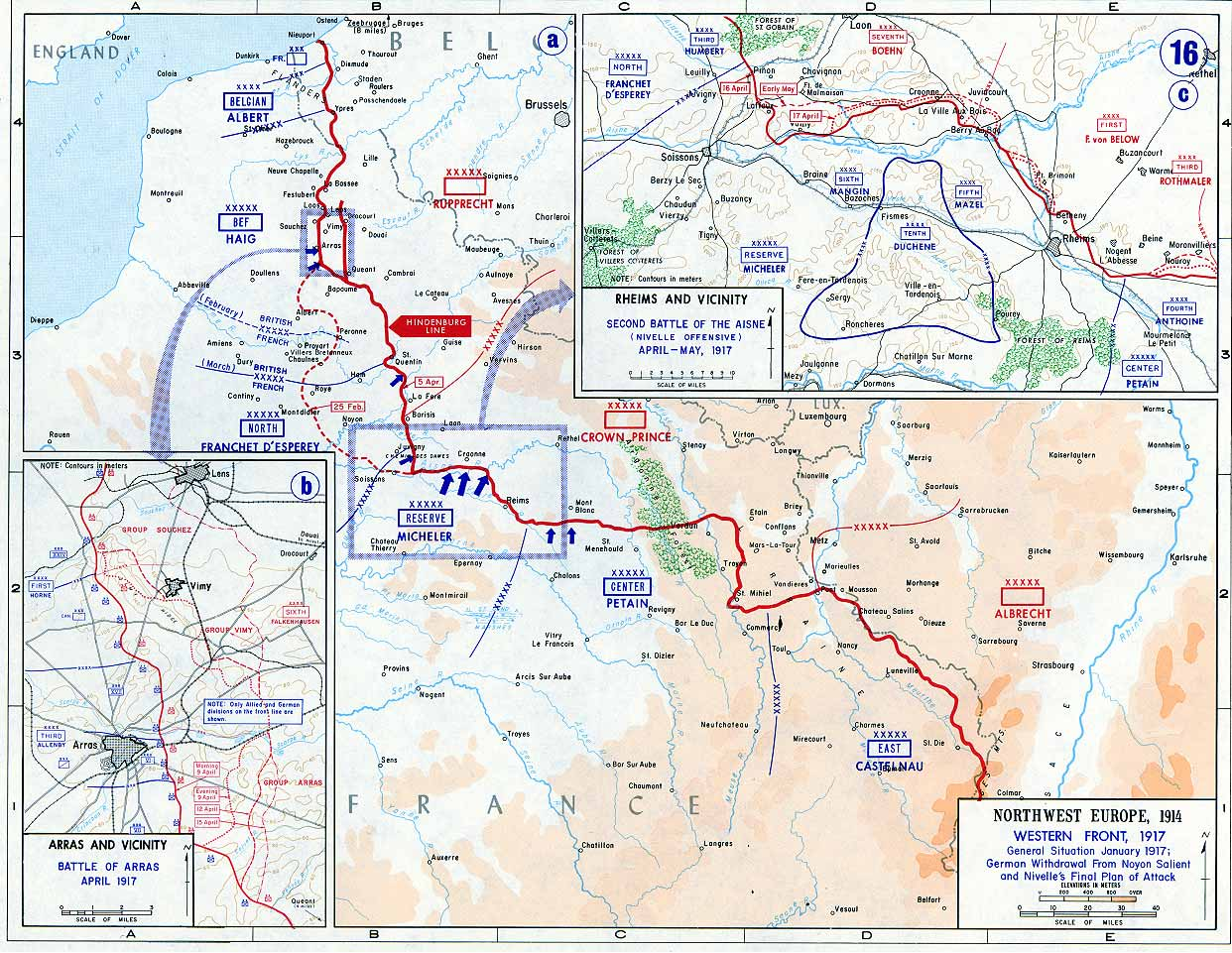
Die Westfront 1917

Auf der Konferenz von Chantilly im November 1916 hatten sich die britischen und französischen Oberbefehlshaber auf eine gemeinsame Strategie für das Jahr 1917 geeinigt. Demnach sollte im Frühjahr 1917 eine erneute Offensive an der Somme stattfinden, gefolgt von einer weiteren Offensive in Flandern. Durch die Ablösung Joffres durch Nivelle als französischer Oberbefehlshaber im Dezember 1916 wurden diese Pläne jedoch hinfällig. Da das Gelände an der Somme für eine Durchbruchsoffensive ungeeignet war, sah Nivelle stattdessen vor, den Hauptangriff am Chemin des Dames zu führen, während die Briten eine Woche vorher bei Arras und am Vimy-Rücken eine Ablenkungsoffensive eröffnen sollten. Bei einem gelungenen Durchbruch sollten sich die Angriffsspitzen der Briten und Franzosen im Hinterland der Deutschen vereinigen. Die Februarrevolution in Russland führte dazu, dass die russische Armee nicht wie geplant eine gleichzeitige Offensive starten konnte.
Im Februar und März 1917 führten die deutschen Truppen im Bereich der Somme einen Rückzug auf die Hindenburglinie durch (Unternehmen Alberich). Dieser tangierte die alliierten Planungen nicht sonderlich, da die gut ausgebaute deutsche Rückzugsstellung genau zwischen den geplanten Angriffspunkten der Briten und Franzosen lag.

## Planung
Der Oberbefehlshaber der British Expeditionary Force in Frankreich, General Douglas Haig, hatte für den 9. April über 200.000 Soldaten östlich von Arras zur Offensive bereitgestellt. Von 180 Bataillonen des ersten Treffens waren 44 schottischer Herkunft. Den Angriff sollten der südliche Flügel der britischen 1. Armee unter General Henry Horne und die gesamte 3. Armee unter Edmund Allenby durchführen. In der ersten Linie waren dabei 16 Infanterie-Divisionen und drei Kavalleriedivisionen zum Angriff nach Osten angesetzt. Den Zangenarm im Norden bildete das kanadische Korps unter Julian Byng, es sollte den Durchbruch auf Douai erzwingen. Zwei Korpskommandos und zwölf Infanteriedivisionen standen in der zweiten Linie als Reserve, sodass die gesamten Streitkräfte im Raum Arras fast eine halbe Million Mann erreichten.

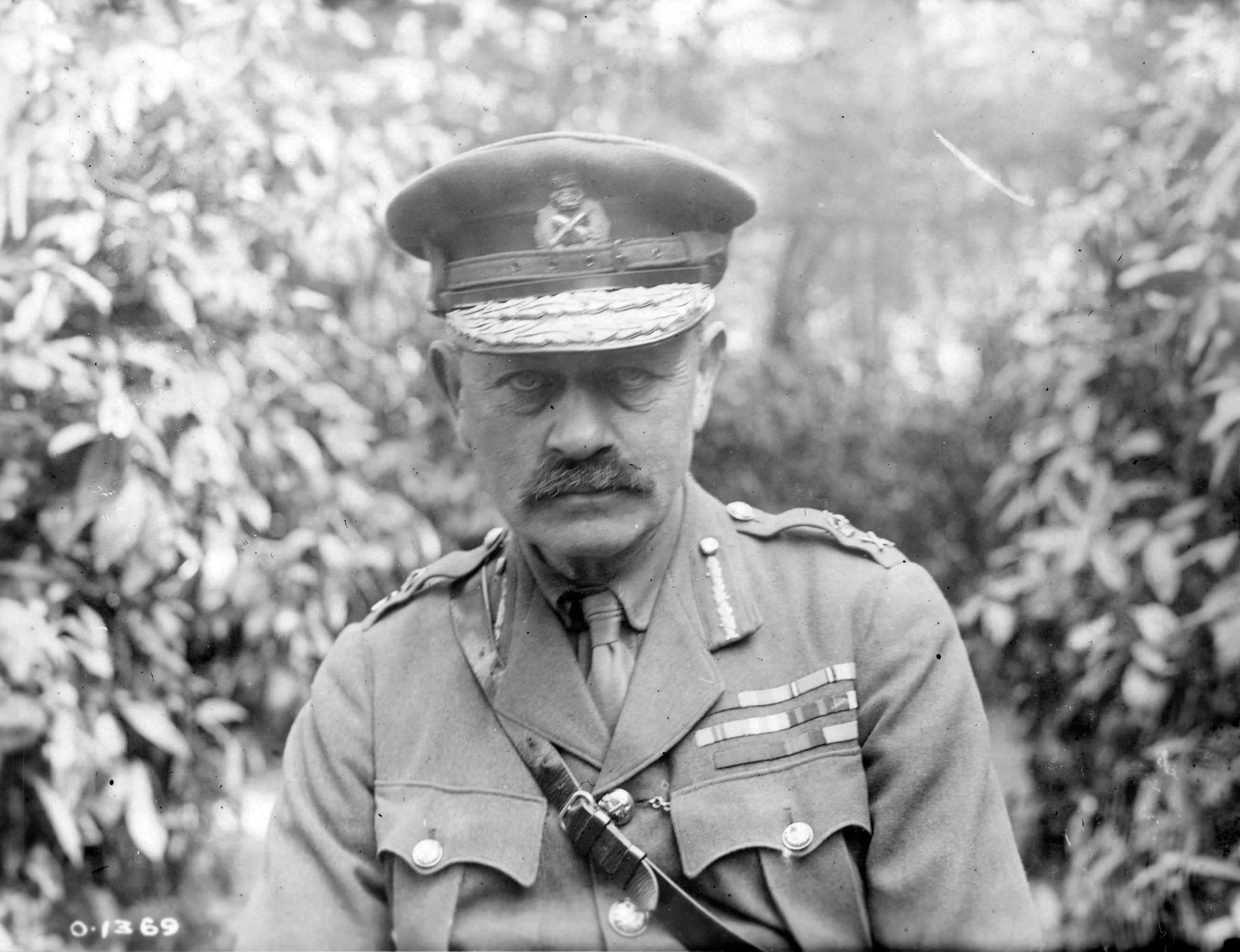
General Julian Byng im April 1917

Ihnen gegenüber stand die deutsche 6. Armee unter Ludwig von Falkenhausen in Front mit zwölf Divisionen und 1.016 Geschützen, dahinter fünf Eingreif- oder Ablösedivisionen, zusammen etwa 300.000 Mann.
Das vorbereitende Artilleriefeuer wurde bereits am 20. März (Z–20) eingeleitet. Es steigerte sich ab dem 2. April zu einem Trommelfeuer und sollte mit 2.817 Geschützen eine Woche lang auf einen Sektor von 40 Kilometer Länge gerichtet werden und unter anderem Stacheldrahthindernisse zerstören und deutsche Batterien ausschalten. Die Artilleriedichte pro Kilometer Frontlinie war etwa dreimal so hoch wie am ersten Tag der Schlacht an der Somme im Vorjahr. In dieser Phase wurde auch Giftgas eingesetzt, das die vorderen deutschen Linien dezimieren sollte. Hierfür wurden 2.340 Livens-Projektoren bereitgestellt. Den Angriff auf den Vimy-Rücken sollte danach das neuformierte kanadische Korps unter Julian Byng führen, das dem rechten Flügel der 1. Armee angehörte. Der Hauptstoß beiderseits der Scarpe und aus dem Raum Arras nach Osten sollte von der 3. Armee durchgeführt werden. Für die Angriffstruppen wurden Tunnel an die deutschen Stellungen herangetrieben, des Weiteren wurden die deutschen Stellungen teilweise unterminiert und sollten vor dem Angriff gesprengt werden. Für den eigentlichen Angriff der Infanterie war ein kurzes Trommelfeuer und danach eine Feuerwalze vor den vorgehenden Truppen vorgesehen. 60 britische Panzer (45 Mark II und 15   Mark I) sollten den Angriff unterstützen.
Der Angriff wurde auch durch vorbereitende intensive Luftaufklärung unterstützt, die vor allem der genauen Kartographierung der deutschen Grabensysteme und der Artilleriebeobachtung diente. Im März 1917 wurden daher mehrere deutsche Jagdstaffeln, darunter die Jasta 11 unter Manfred von Richthofen, in den Sektor von Arras verlegt. Sie erhöhten die Verlustrate der britischen Flieger erheblich: im sogenannten Blutigen April verlor das Royal Flying Corps 316 von 730 Piloten.

## Aufmarsch der Briten

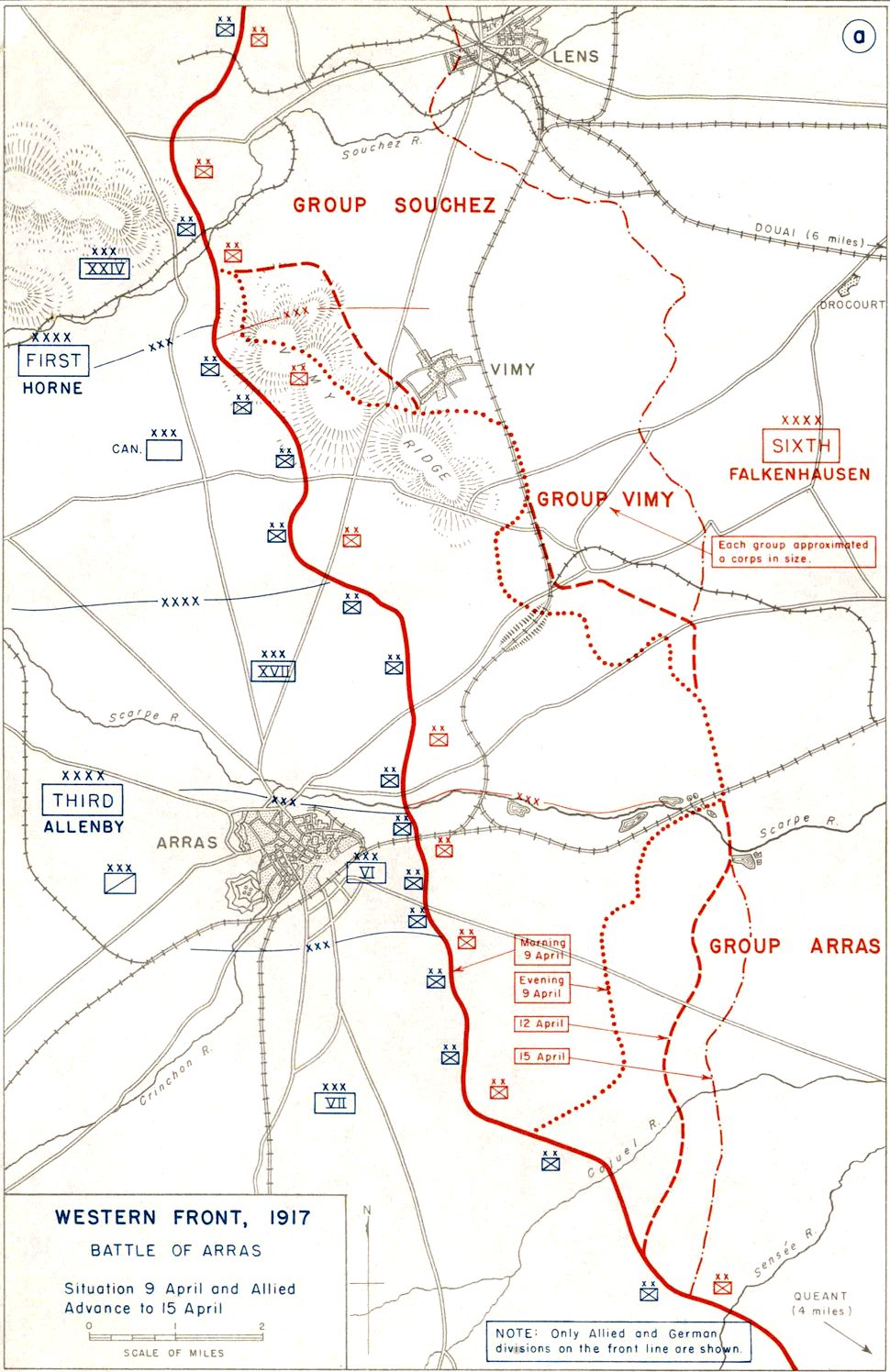
Skizze zum kanadisch-britischen Aufmarsch

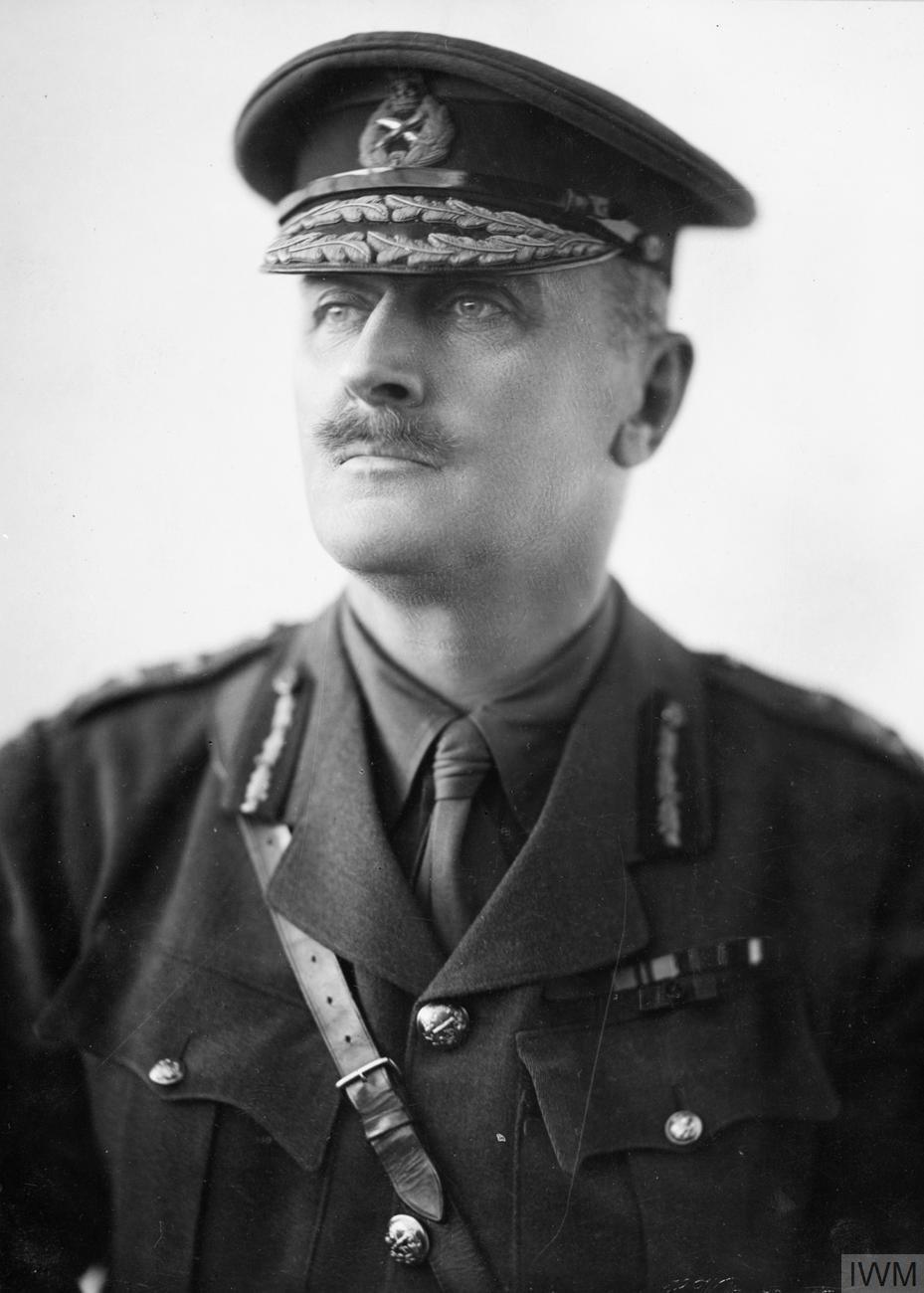
General Edmund Allenby, Oberbefehlshaber der englischen 3. Armee

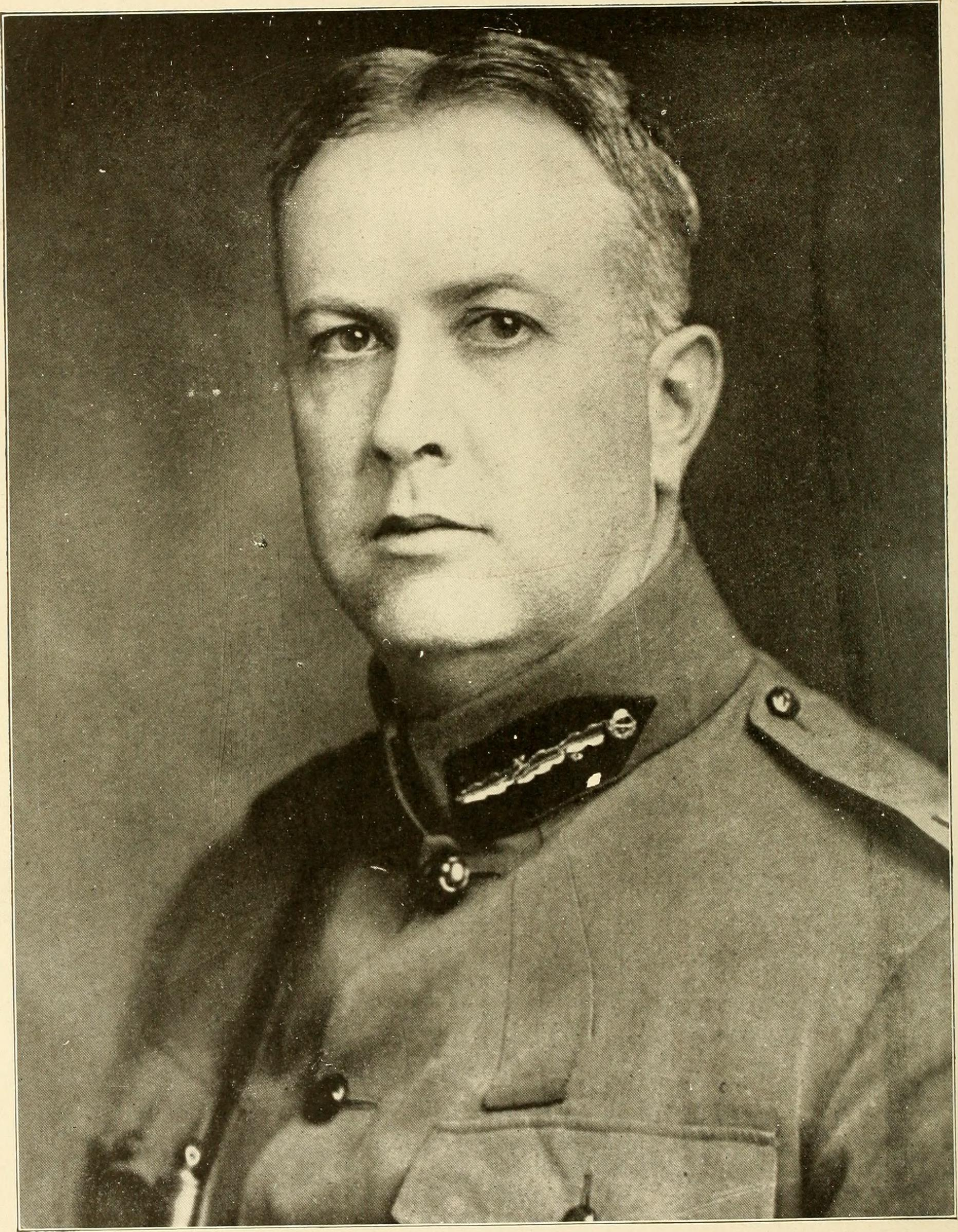
General Arthur Currie

Den Angriff im Norden führte der rechte Flügel der 1. Armee:
- Das I. Korps unter General Arthur Holland sollte mit der 31. (Wanless O’Gowan), der 6. (Ross) und 24. Division (Capper) zwischen Lens und Givenchy nur ablenkend angreifen.
- Das südlich stehende kanadische Korps unter Julian Byng sollte aus dem Raum Neuville-Saint-Vaast mit der 3. (Lipsett) und 4. (Watson) kanadischen Division die Linie Givenchy und mit der kanadischen 2. Division (Burstall) Vimy angreifen. Die kanadische 1. Division (Currie) deckte diesen Stoß rechts gegen Thélus ab, als Reserve stand dahinter die englische 5. Division (Stephens).

In der Mitte sollte die 3. Armee mit allen drei Korps gleichzeitig angreifen:
- Den linken Armeeflügel nördlich der Scarpe bildete das XVII. Korps unter Charles Fergusson. Der Angriff erfolgte aus der Linie Roclincourt bis St. Laurent. In der Stoßrichtung der 51. (Harper) und 34. Division (Nicholson) lag Bailleul-Sir-Berthoult, in die der 4. (Lambton) und 9. Division (Lukin) die Ortschaft Athies.
- Östlich vor der Frontstadt Arras hatte das VI. Korps unter General Aylmer Haldane mit der 15. (McCracken) und 37. Division (Williams) zwischen Blangy bis südlich der Scarpe anzusetzen, rechts sollte die 12. (Scott) und 3. Division (Deverell) den Angriff auf Tilloy-lès-Mofflaines führen, dahinter stand als Reserve die 2. Division (Pereira) sowie die 1. (Mullens) und 3. Kavallerie-Division (Vaughan) bereit.
- Den rechten Flügel Allenbys im südöstlichen Vorfeld von Arras bildete das VII. Korps unter General Thomas D’Oyly Snow. Hier sollten die 14. (Couper) und 56. Division (Hull) aus dem Raum beiderseits Beaurains vorgehen, die 30. Division (Shea) sollte Wancourt einnehmen, südlich des Cojeul wurde der 21. Division (Campbell) Chérisy als Ziel zugewiesen, als Reserve fungierte die 33. Division (Pinney)
- Als Armeereserve der 2. Linie waren das XIII. Korps unter General Walter Congreve mit der 17. (Robertson) und 63. Division (Lawrie) nördlich der Scarpe, sowie das XVIII. Korps unter General Ivor Maxse mit der 29. (Beauvoir De Lisle), 50. (Wilkinson) und 18. Division (Lee) südlich des Flusses vorgesehen. Diese Kräfte hatten nach dem Erreichen des Durchbruches nachzufolgen und abgekämpfte Einheiten abzulösen.

Im Süden hatte um einen Tag zeitversetzt der nördliche Flügel der 5. Armee unter General Hubert Gough einen starken Ablenkungsangriff zu führen, angesetzt war dabei:
- das V. Korps unter Generalmajor Edward Fanshawe mit der australischen 4. Division (Holmes) beiderseits Bullecourt, dahinter stand die 62. Division (Braithwaite) zum Nachstoßen bereit, als Reserve dienten die 4. Kavalleriedivision (Kennedy) und die 7. Division (Shoubridge).

## Die deutsche Verteidigung

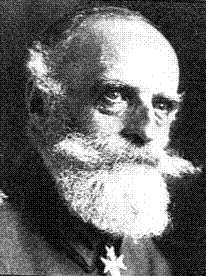
Generaloberst Ludwig von Falkenhausen

Als Reserven standen Generaloberst von Falkenhausen hinter seiner Front drei Eingreif-Divisionen, bei der 1. Armee zwei Divisionen, die nach dem Schlachtbeginn zugeführt werden konnten. Am 9. April zählte der in Front angegriffene Teil der deutschen 6. Armee sieben Divisionen; drei Eingreifdivisionen und zwei Ablösedivisionen kamen am gleichen Tag an die Front. Die Zahl erhöhte sich bis zum Abend des folgenden Tages um sechs weitere Eingreif-Divisionen und verstärkte die Armee auf 19 Divisionen. Am 12. April zählte die Armee nach der Übernahme der Gruppe Queant dann 21. Divisionen.
- Der rechte Flügel des AOK 2 – die „Gruppe Aubers“ (Bayerisches III. Korps) wurde während der Schlacht zwischen Neuve-Chapelle und La Bassée nicht direkt angegriffen.

Im Kampf involviert waren die fünf südlicher anschließenden Korpsgruppen:
- Im Norden die „Gruppe Loos“ (IV. Armee-Korps unter General Richard von Kraewel) zwischen dem La-Bassée-Kanal bis Loos mit der 7. und 8. Infanterie-Division.
- Gruppe Souchez (VIII. Reserve-Korps unter General Georg Wichura) zwischen Loos bis Givenchy-en-Gohelle mit 3 Divisionen: 56. Infanterie-Division, 80. Reserve-Division in Liévin sowie der 16. bayerischen Infanterie-Division bei Givenchy, letztere in Ablöse durch die 4. Garde-Infanterie-Division.
- Die mittlere „Gruppe Vimy“ (Bayerisches I. Reserve-Korps unter General Karl von Fasbender) hielt den Abschnitt zwischen Givenchy bis St. Laurent im Norden von Arras mit 3 Divisionen in Front und zwei im Anmarsch: 79. Reserve-Division bei Vimy, in Ablösung durch 111. Infanterie-Division, die 1. bayerische Reserve-Division in Ablöse durch die 14. bayerische Infanterie-Division.

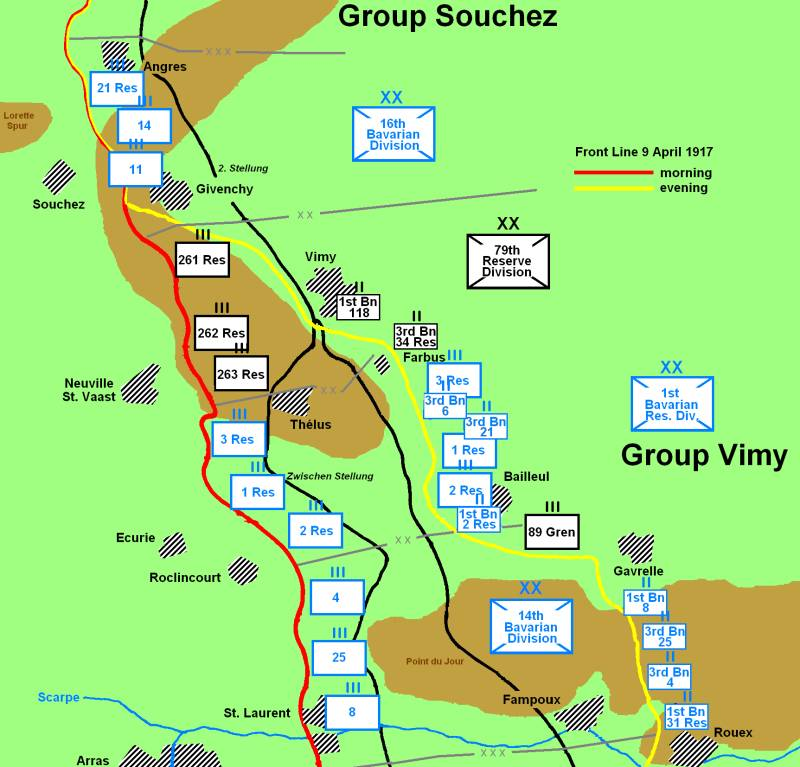
Lage der deutschen 6. Armee am 9. April

- Im Antransport befand sich das Garde-Reserve-Korps unter General der Kavallerie Wolf Rudolf Freiherr Marschall von Altengottern mit der 1. Garde-Reserve-Division. Hinter der Wotanstellung stand die 3. bayerische Infanterie-Division unter General von Wenninger zur Verfügung.
- Die „Gruppe Arras“ (IX. Reserve-Korps unter Generalleutnant Karl Dieffenbach) hielt die Front im östlichen Vorfeld von Arras bis Croisilles mit 4 Divisionen: mit der 11. Infanterie-Division und 17. Reserve-Division bei Monchy, die 18. Reserve-Division hielt zwischen Guémappe und Wancourt, die 220. Infanterie-Division stand bei Cherisy und Fontaine-lès-Croisilles. Als Ablöse-Divisionen kamen die 18. Infanterie-Division bei Gavrelle, die 17. Infanterie-Division bei Baileul-Gabain (Rest noch nordöstlich von Cambrai) an die Front heran.

Den linken Armeeflügel bildete ab dem 12. April die vom abgegangenen AOK 1 übernommene
- „Gruppe Queant“ (XIV. Reserve-Korps unter General Otto von Moser) zwischen Croisilles bis in den Raum nordwestlich Cambrai mit der 26. Reserve-Division (in Ablöse durch die 27. Infanterie-Division) und die 2. Garde-Reserve-Division zwischen Pronville bis Moevres.
- In der hinter der Front liegenden nicht fertig ausgebauten Wotan-Stellung standen zusätzlich die 21. und 47. Landwehr-Division als Armeereserve bereit, die 26. Infanterie-Division stand in Auffrischung bei Rœux.[6]

## Verlauf

### Die  Schlacht bei Vimy

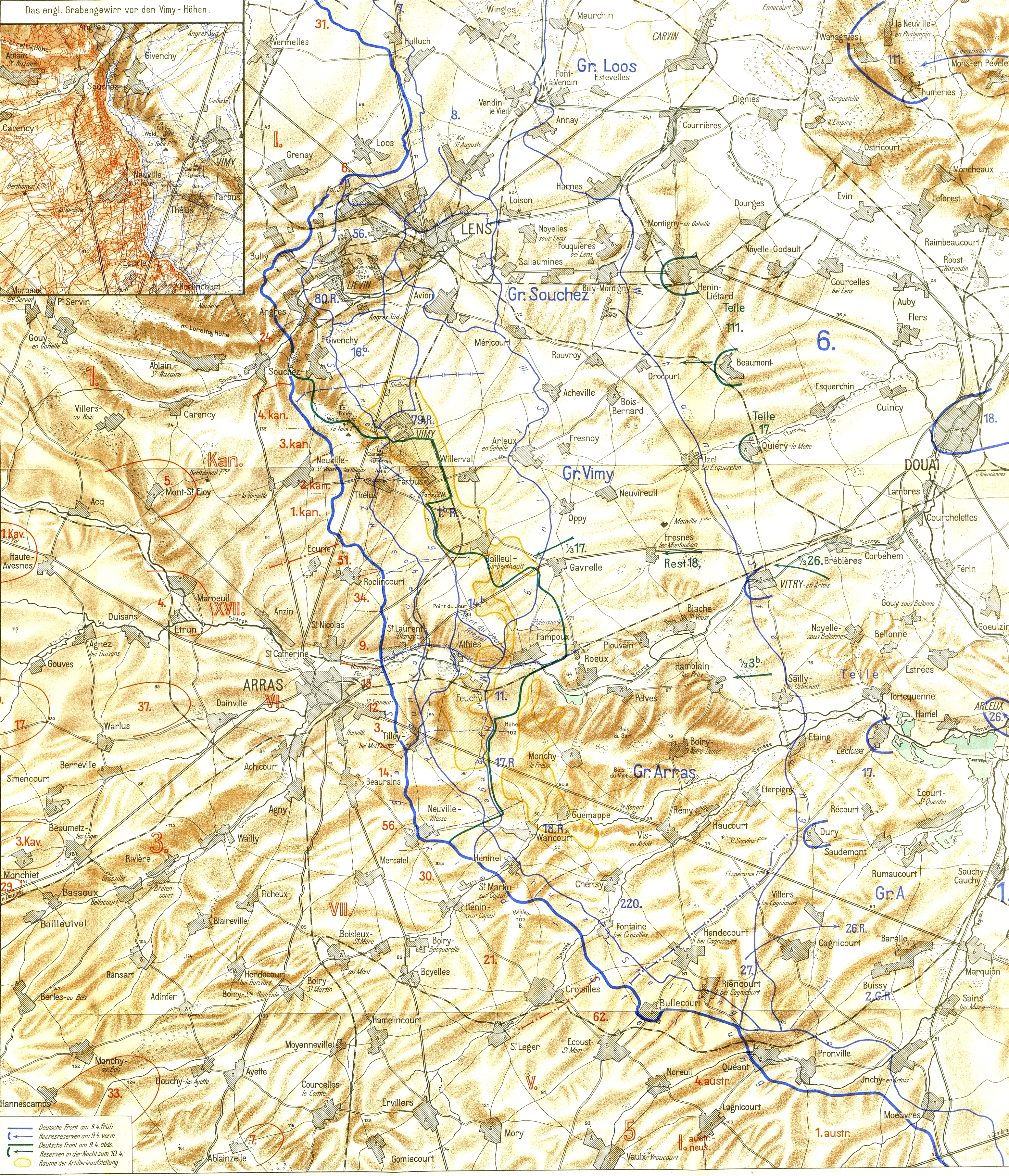
Gesamtlage am 9. April 1917

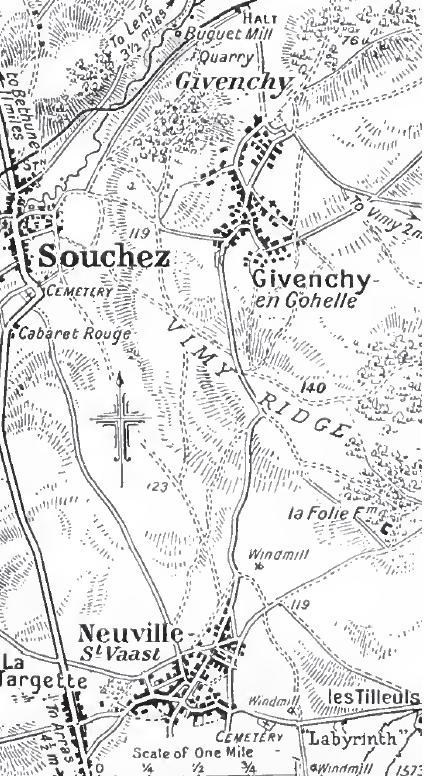
Das Gelände vor Vimy Ridge

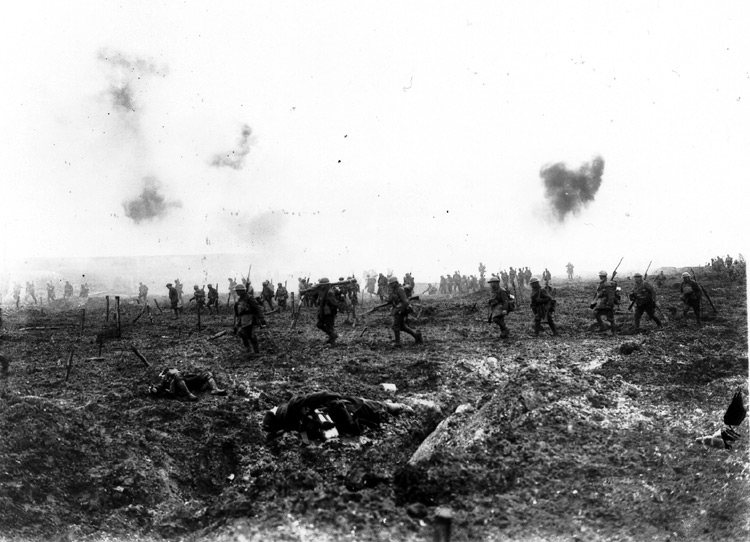
Kanadische Infanterie beim Vorrücken durch das Niemandsland

Der Angriff erfolgte am Ostermontag, dem 9. April um 05:30 Uhr auf beiden Seiten der Scarpe auf 25 Kilometern Frontbreite, mit 16 Divisionen, unterstützt von 60 Tanks. Schnee und Nebel führten zu diesem Zeitpunkt zu schlechten Sichtverhältnissen. Die Abwehrstärke der angegriffenen deutschen Gruppen Souchez, Vimy und Arras betrug über 508 Feld- und 323 schwere Geschütze. Hinter den zehn deutschen Stellungsdivisionen lagen mehrere Eingreifdivisionen (im Nordabschnitt die 111. Infanterie-Division, 1. Garde-Reserve-Division, 4. Garde-Division) bereit. Die Stellungen der zwischen Givenchy, Thélus und St. Laurel eingesetzten drei deutschen Divisionen (16. bayerische, 79. Reserve- und 14. bayerische Reserve-Division) waren durch ständigen Schneeregen verschlammt; die davor liegenden Hindernisse waren durch das britische und kanadische Artilleriefeuer bereits in den Boden gestampft.
Das kanadische Korps (General Julian Byng) griff links mit der 4. Division (10., 12. und 11. Brigade) aus den Raum Souchez an, in der Mitte traten die 3. Division (7. und 8. Brigade) und die 2. Division (5. und 4. Brigade) beidseitig von Neuville-St.Vaast an. Die rechts bis Ecurie angesetzte 1. Division (3. und 3. Brigade) deckte den Hauptstoß durch ihren Angriff gegen Thélus. Nachdem der Angriff der Infanterie begonnen hatte, konnten die Briten schnell Raum gewinnen. Besonders erfolgreich war der Angriff des Kanadischen Korps auf die Höhen von Vimy.  Der Angriff der 2. kanadischen Division wurde von acht Tanks unterstützt (dabei wurden drei zerschossen und fünf blieben im Gelände stecken). Die gerade als Ablösung der bayerischen 1. Reserve-Division eingetroffene 14. bayerische Division (Generalleutnant von Rauchenberger) hatte soeben die rückwärtige Bewegung auf die Siegfriedstellung vollzogen und wurde jetzt in der vorderen Hauptkampflinie zum Teil in ihren Stellungen überrascht. Als größere Hindernisse stellten sich für die Angreifer die im Kampfgebiet liegenden Dörfer heraus, in denen sich die Deutschen mit Maschinengewehren verschanzt hatten, während sie sich aus den meisten vorderen Gräben rasch zurückzogen. Schon im ersten Anlauf konnten die Divisionen des kanadischen Korps in die Stellung der 79. Reserve-Division unter General Ernst von Bacmeister eindringen und schnell an den Höhen von Vimy vordringen. Die Kanadier und das rechts angreifende britische XXVII. Corps konnten binnen weniger Stunden 9000 Gefangene einbringen und einen Einbruch von zwei bis fünf Kilometern im deutschen Stellungssystem erzielen.

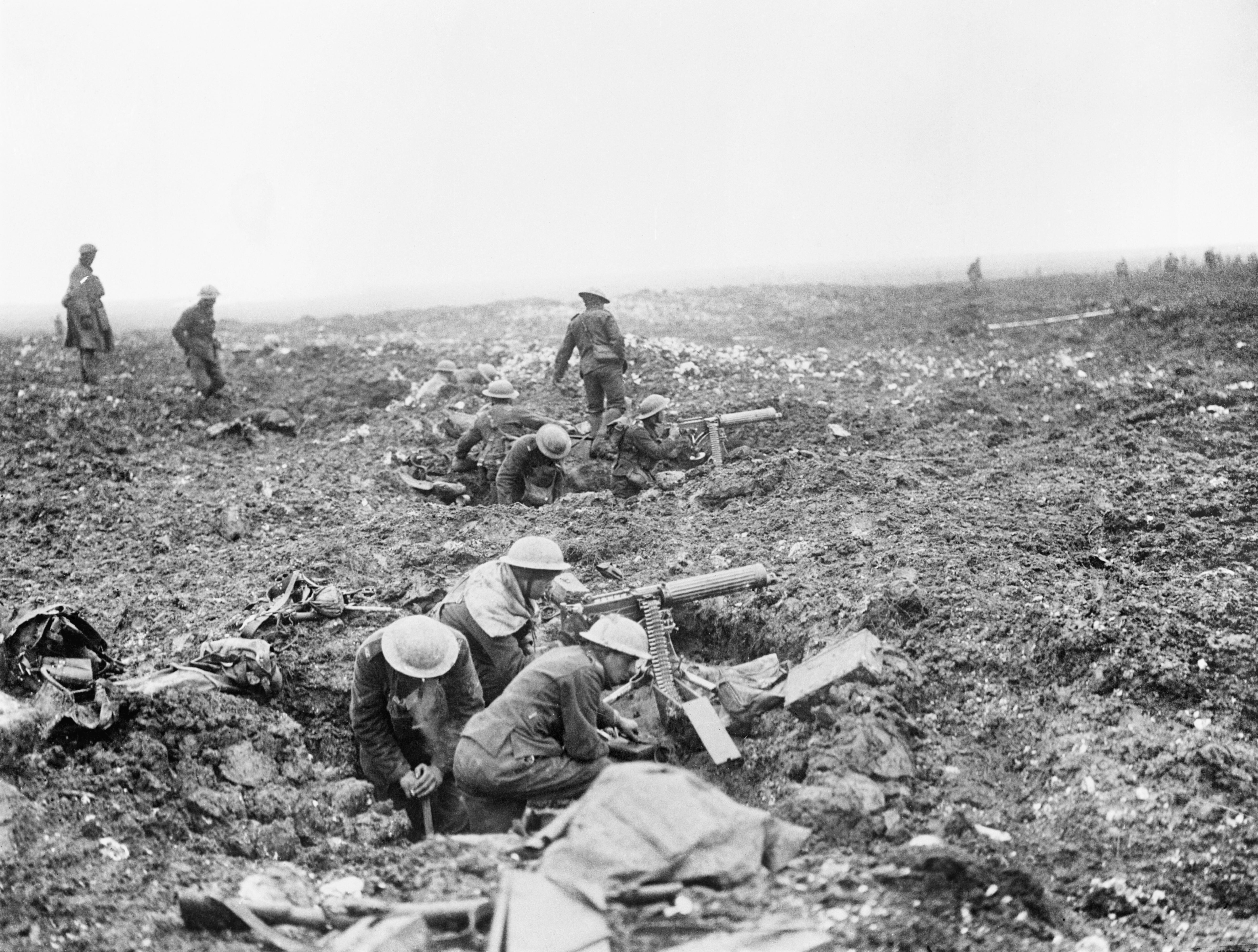
Kanadische Maschinengewehrschützen graben sich in Granattrichtern am Vimy-Rücken ein.

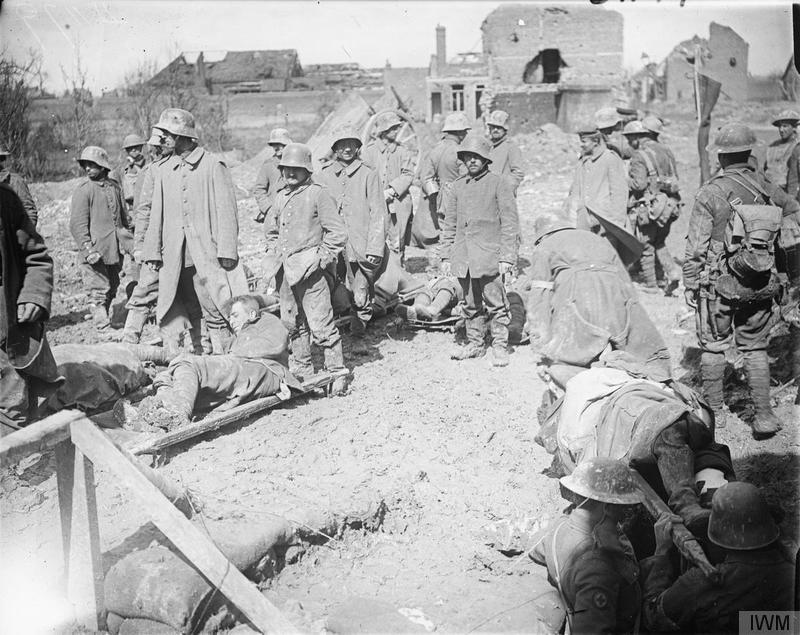
Deutsche Kriegsgefangene in britischem Gewahrsam

Die zu weit hinten stehenden deutschen Reserven lagen noch in der Wotan-Stellung und konnten erst am nächsten Tag in die Kämpfe eingreifen. Die zuerst verfügbaren Kräfte der 18. und 17. Division aus Douai, Vitry und Lécluse kommend, wurden sofort der wankenden Gruppe Vimy zugewiesen.
Nach einem tiefen Einbruch der Kanadier bei Fampoux im Abschnitt der 14. bayerischen Division unter General von Rauchenberger waren auch die südlichen Höhenstellungen von Vimy nicht mehr zu halten. Die Ortschaften Thélus, Farbus, Saint-Laurent, Athies, Fampoux, Feuchy, Tilloy und Neuville-Vitasse fielen am ersten Angriffstag in die Hände der Briten. Der Kommandierende General von Fasbender entschloss sich daher nach Absprache mit General von Kuhl, dem Generalstabschef der übergeordneten Heeresgruppe Kronprinz Rupprecht, seine Truppen etwa fünf Kilometer nach hinten zu verlegen, um die englische Artillerie zur Verlegung in einen neuen Stellungsraum zu zwingen.

### Die Schlacht südlich der Scarpe
Im Abschnitt des deutschen IX. Reservekorps leisteten in den vorderen Gräben der 17. Reserve-Division (Generalmajor von Reuter) die Überlebenden des Artillerieschlages noch einigen Widerstand und wurden danach überrannt. Zwischen Tilloy und Neuville-Vitasse war die deutsche Front unter Einsatz von 16 Tanks aufgebrochen worden. Die meisten der beim britischen VI. und XVII. Korps angesetzten Tanks steckten allerdings im aufgeweichten Gelände fest.
Der tiefe Einbruch an der Front der 11. Division (Generalleutnant von Schoeler) am rechten Flügel der Gruppe Arras zwang zur Aufgabe der vorderen Linie bei Blangy; die Reste der Besatzung schlugen sich auf Monchy zurück; von 52 schweren Geschützen gingen 40 verloren.
In Saint-Nicolas, der nördlichen Vorstadt von Arras, wurden englische Kavalleriemassen erkannt, die zum Nachstoßen vorgezogen wurden. Am linken Flügel der Gruppen Arras wurden die noch östlich von Neuville verteidigenden deutschen Kräfte abends auch auf den Monchy-Riegel zurückgenommen.
Im südlichen Angriffsabschnitt der britischen 3. Armee, beim VII. Korps, waren 22 Tanks mit der Infanterie der 14. und 56. Division vorgegangen. 18 Tanks fielen nach kurzer Zeit aus, meist durch deutsches Artilleriefeuer oder durch Festfahren im Gelände.

### Die Schlacht am 10. und 11. April
Am 10. April griffen die Engländer nur nördlich der Scarpe, bei Givenchy-en-Gohelle mit starken Kräften an, während es in der Schlacht südlich der Scarpe – beim VI. Corps zu einer Angriffspause kam. Die bei Givenchy standhaltende 16. bayerische Division (Generalmajor Möhl) konnte ihre Reserven zur Stütze des eingedrückten Südflügels schnell genug heranziehen und alle feindlichen Angriffe abwehren.
Am 11. April ging dann bei im Abschnitt der 17. Reserve-Division (Generalmajor von Reuter) das ganze Stellungssystem am Monchy-Riegel verloren. Der höher gelegene Ort Monchy-le-Preux wurde von Truppen der britischen 37. Division (Generalmajor Hugh Bruce-Williams) nach wechselvollem Kampf gestürmt. Südwestlich von Monchy musste wegen Bedrohung des Rückens, die nun unhaltbar gewordene deutsche Linie um etwa 1 km zurückgenommen werden. In der Nacht zum 12. April wurde auch der Ort Wancourt planmäßig aufgegeben, der Westrand von Héninel wurde noch gehalten.
Die zu weite Entfernung der deutschen Eingreifdivisionen von der vorderen Front bedeutete, dass diese an den ersten Tagen nicht sofort zum Gegenangriff übergehen konnten, wie vom Prinzip der „elastischen Verteidigung“ vorgesehen. Der deutsche Generalquartiermeister Erich Ludendorff ersetzte deshalb am 11. April den bisherigen Stabschef der 6. Armee, Generalmajor Freiherr von Nagel zu Aichberg, durch den Defensivspezialisten Oberst Fritz von Loßberg.

### Schlacht bei Bullecourt

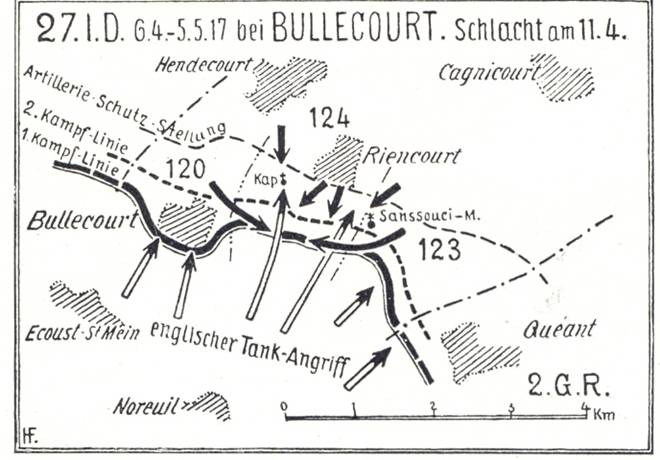
Britischer Tankangriff bei Bullecourt am 11. April 1917

Kampfgelände im Raum Bullecourt

Wenig erfolgreich war der am 10. und 11. April im Südosten von Arras angesetzte Flankenangriff des nördlichen Flügels der englischen 5. Armee bei Bullecourt. Der von Tanks begleitete Angriff des britischen V. Korps mit der 62. Division (Generalleutnant Braithwaite) und 4. australischen Division (Generalmajor William Holmes) scheiterte noch vor den Stacheldrahthindernissen der 27. Infanterie-Division unter General von Maur. Mangels Artillerieunterstützung, die aufgrund falscher Aufklärung zurückgehalten wurde und durch deutsche Flankenangriffe wurden die vorgegangenen Australier großteils abgeschnitten. Allein die eingesetzten australischen Infanterie-Brigaden Nr. 4 und 12 hatten Verluste von 3.200 Mann, dazu kamen 1.170 Gefangene.
Die am Südflügel stehende Gruppe Queant (bisher Gruppe A des AOK 1) war am 13. April zur 6. Armee übergetreten, damit konnte die Abwehr der angegriffene Abschnitt von Lens bis Bullecourt in einer Hand vereinigt, wesentlich besser organisiert werden. Am gleichen Tag bezog das bayerische I. Reserve-Korps die neu eingenommene Stellung von Acheville – Arleux – Gavrelle bis zur Scarpe bei Rœux.
Am 15. April führte das XIV. Reserve-Korps unter General von Moser zur Entlastung der nördlicher stehenden Korpsgruppen aus der Frontlinie zwischen Graincourt und Quéant einen stärkeren Gegenangriff mit vier Divisionen. Der Angriff wurde gegen den Abschnitt der Australier zwischen Lagnicourt und Hermies vorgetragen. Der Angriff der 2. Garde-Reserve-Division drang in Noreuil ein und nahm Lagnicourt. Die neu zugeteilte 38. Infanterie-Division und 4. Ersatz-Division stießen auf Boursies und Demicourt durch. Es werden zwar 475 Gefangene eingebracht, die 3. Garde-Reserve-Division am linken Flügel lief aber fest, der Angriff war taktisch nutzlos.
Die britische 1. Armee griff im Norden nochmalig am Souchezbach an, um Givenchy und Angres zu nehmen und Lievin zu umfassen. Ab 13. April konnte die östlich Arras zurückgedrängte Front der deutschen 6. Armee als stabilisiert angesehen werden. Die Front verlief auf er neue Linie Fontaine—Roeux—Gavrelle—Oppy—Arleux—Avion, der Ort Guemappe wurde behauptet. Die durch den britischen Angriff dezimierten Divisionen waren, bis auf die 18. Reserve-Division, durch frische Einheiten ersetzt. Weitere Vorstöße der Engländer zwischen dem 23. und dem 28. April konnten hier abgewiesen werden. Im weiteren Verlauf der Schlacht führten die Deutschen Verstärkungen heran und gingen an einigen Stellen zum Gegenangriff über, während die Briten ihre Artillerie nachzogen und versuchten, ihre Geländegewinne auszubauen.

### Die zweite Angriffsphase

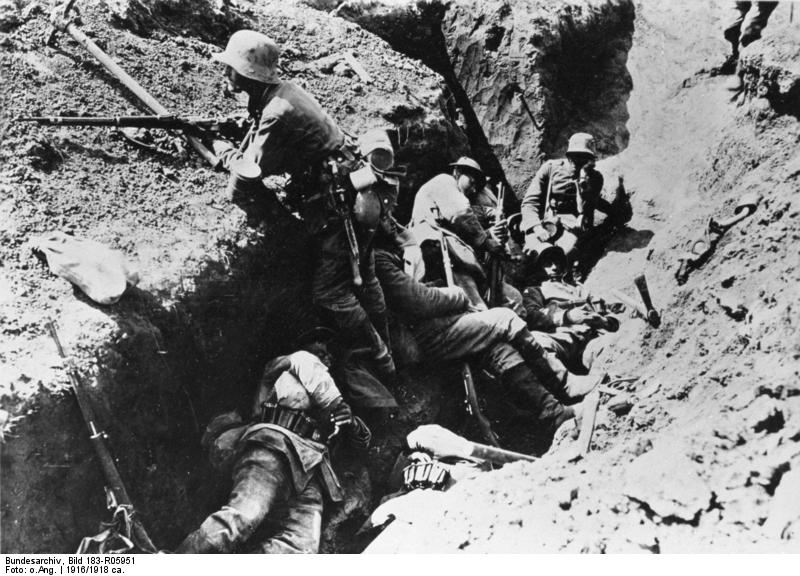
Deutsche Soldaten im Schützengraben

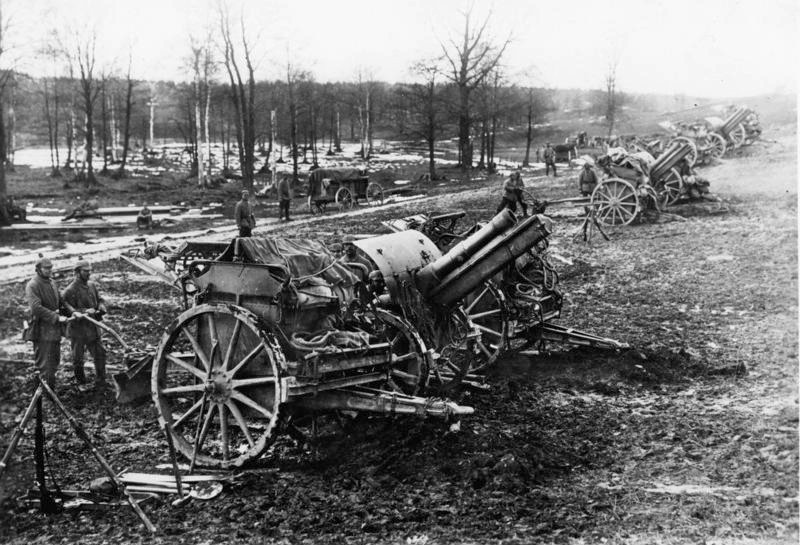
Schlacht bei Arras 1917

Mittlerweile hatten auch die Franzosen am 16. April ihre Offensive an der Aisne begonnen, die sich aber schnell zu einem Fiasko entwickelte. Die Briten gerieten dadurch unter Druck, ihre bereits ausgesetzten Angriffe fortzusetzen, konnten jedoch nach Beginn der zweiten Angriffsphase der Schlacht ab dem 23. April, gegen die jetzt besser gestaffelte deutsche Verteidigung nur noch kleinere Erfolge erzielen.
Am 22. April wurde Generaloberst Falkenhausen zum Nachfolger des verstorbenen Generalgouverneurs in Belgien, Generaloberst Freiherr von Bissing bestimmt. Bis zum Eintreffen seines Nachfolgers, General der Infanterie von Below in Tournai am 28. April, behielt er aber den Befehl über die 6. Armee. Am nördlichen Angriffsfeld, östlich von Lens wurde die als bedroht angesehenen Gruppen „Loos“ und „Souchez“ durch die 15. und 50. Reserve-Division verstärkt.
Am 28. April setzte beiderseits der Scarpe ein weiterer Großangriff der Briten ein. Wieder stand die „Gruppe Vimy“ (jetzt gebildet aus der 111., 1. Garde-Reserve- und 208. Infanterie-Division) und die südlich der Scarpe stehende „Gruppe Arras“ (jetzt gebildet aus der 26., 221., 199. und 220. Infanterie-Division) im Hauptangriffsfeld. Die 6. bayerische, 49., 9. Reserve-, 207. und die 185. Infanterie-Division dienten dahinter als Reserve. Zusätzlich befand sich die 4. Ersatz-Division im Antransport. Im Abschnitt der 111. Infanterie-Division ging das Dorf Arleux-en-Gohelle verloren; mangels Truppen konnte kein Gegenangriff angesetzt werden. Am Morgen des 29. April drangen die Briten in Oppy ein, wurden aber durch einen Gegenstoß der 1. Garde-Reserve-Division wieder hinausgedrängt.
Am 3. Mai folgte der nächste Großkampftag. Nach starkem Trommelfeuer versuchten 15 britische Divisionen, auf 30 Kilometer Breite zwischen Acheville und Quéant durchzubrechen. Der Angriff war noch wuchtiger als die vorhergehenden. Die Engländer konnten dabei südlich der Scarpe bei Chérisy und Riencourt im Abschnitt der „Gruppe Queant“ (jetzt Generalkommando Garde-Reserve-Korps) eindringen. Nördlich der Scarpe fielen die Orte Rœux und Fresnoy in die Hände der Briten. Ein deutscher Gegenstoß konnte im Laufe des Tages den Gegner wieder aus Chérisy und Rœux hinausdrängen. Der in fünf Wellen vorgetragene Angriff bei Gavrelle und Oppy wurde von der „Gruppe Vimy“ erfolgreich abgewiesen. Der heftig umkämpfte Ort Fresnoy ging verloren, wurde im Gegenangriff kurzfristig zurückerobert, fiel aber schließlich an die Kanadier. Als Erfolg des Tages verblieb den Engländer nur der Besitz der Ortschaft Fresnoy und eines etwa 500 Meter breiten Geländestreifens zwischen Riencourt und Bullecourt. In nächtlichen Kämpfen zum 4. Mai wechselte Chérisy noch mehrmals den Besitzer, verblieb aber am Ende doch der „Gruppe Arras“.
Die Angriffe der Briten ebbten Mitte Mai schließlich ab. Die deutschen Truppen hatten sich wieder in feste Stellungen eingegraben, die ausreichend gefestigt werden konnten. Die Schlacht endete in einem strategischen Patt, dessen Folge die Rückkehr zum gewohnten Stellungskrieg war. Der Ausbruch der Schlacht von Messines (7. bis 14. Juni) lenkte die Aufmerksamkeit der gegnerischen Heeresleitungen nach Flandern.

## Folgen
Die britischen Verluste während der Schlacht beliefen sich auf 150.000 Mann, die Kanadier hatten etwa 11.000 Mann verloren. Die deutschen Verluste lagen etwas niedriger. Die Schlacht war, gemessen an ihrer kurzen Dauer, eine der verlustreichsten der Briten im Ersten Weltkrieg. Trotz beträchtlicher Gebietsgewinne und der Einnahme eines wichtigen Höhenrückens war die Schlacht, auch wegen des gleichzeitigen französischen Debakels an der Aisne, insgesamt ein Misserfolg, da kein entscheidender Durchbruch erzielt werden konnte. Allenby, der eigentliche Planer der Operation, wurde wenig später an die Palästinafront versetzt. Ebenfalls abgelöst wurde von Falkenhausen, der Generalgouverneur im besetzten Belgien wurde. Beide Seiten lernten wichtige Lektionen, die sie in den folgenden Schlachten von Messines und Flandern anwenden sollten.

## Gedenken

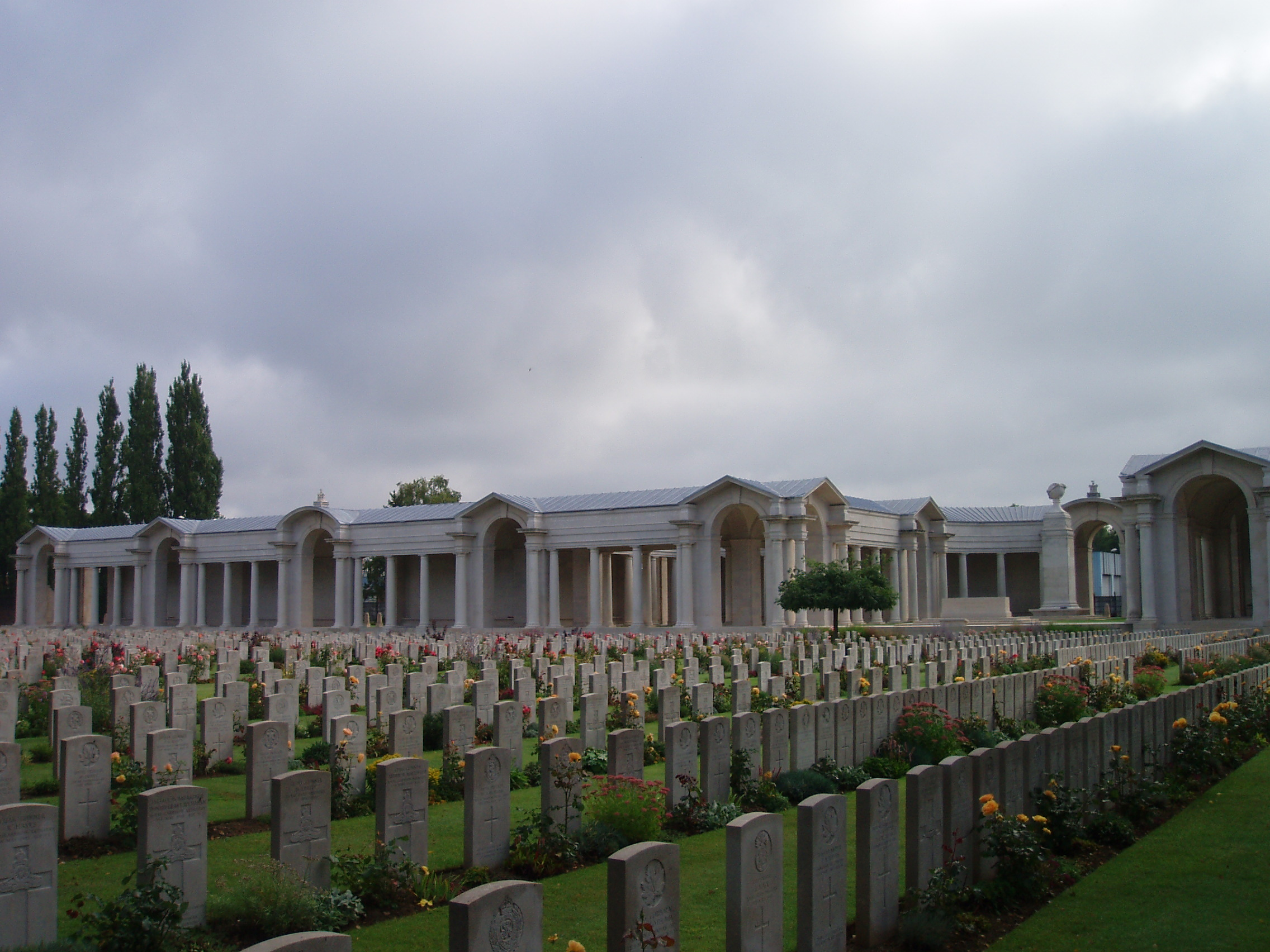
Faubourg d’Amiens British Cemetery und Arras Memorial

Zu den Erinnerungsorten der Schlacht zählen der Faubourg d’Amiens British Cemetery mit dem Arras Memorial und dem Arras Flying Services Memorial sowie das Canadian National Vimy Memorial.

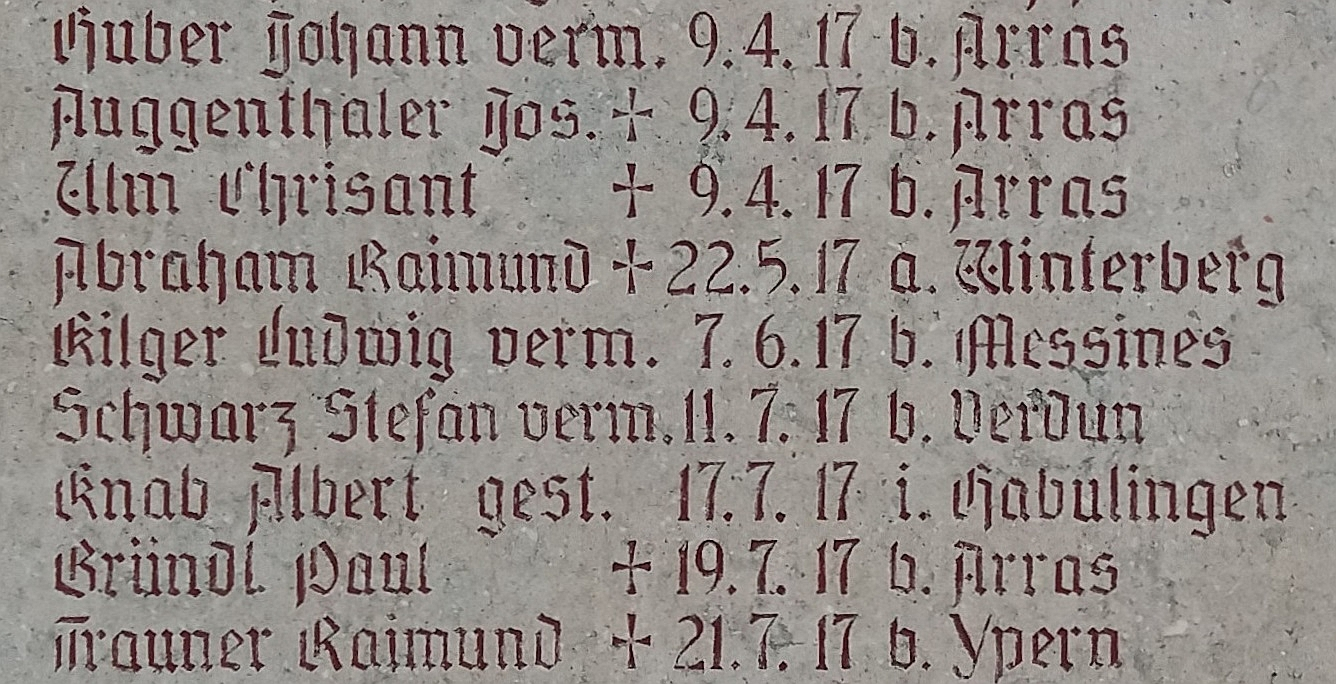
Kriegerdenkmal in Ruhstorf an der Rott mit Erwähnung mehrerer 1917 gefallener deutscher Soldaten

Der Musiker Roger Waters widmete sein 1992 erschienenes Album Amused to Death dem in der Schlacht bei Arras getöteten Soldaten Bill Hubbard.